# Рахматова, Джамол Шарифовна
Джамол Шарифовна Рахматова (тадж. Ҷамол Шарифовна Раҳматова; 7 сентября 1938 года — 17 января 2019 года) — советский, таджикский врач-офтальмолог первой категории, организатор и 1-й главный врач Областной глазной больницы в Горном Бадахшане в Хороге. Три раза избиралась секретарём первичной парторганизации областного отдела здравоохранения исполнительного комитета Горно-Бадахшанской автономной области (ГБАО). Член КПСС с 1970 года.

## Биография
Родилась в Хороге в семье служащего Шарифа Рахматова — советского военного, государственного и политического деятеля, участника Великой Отечественной войны ((1942—1943); инвалид 2-й группы).
Отец отдал её в русскую группу средней школы № 3 в городе Хороге (1947—1957). После поступила в Сталинабаде в Таджикский государственный медицинский институт им. Абуали ибни Сино (ТГМИ) на лечебный факультет — по специальности врач-лечебник ((1957—1965); диплом С № 478647); в период учёбы у неё родился сын (июль 1964)).
Джамол Рахматова в 1965 г. была направлена (по распределению) врачом-фтизиатром в Областной противотуберкулёзный диспансер в ГБАО, где она как врач-специалист до 1971 г. «занималась изучением, диагностированием и лечением туберкулёза разных форм, поражённых лёгких, печени, кишечника, костей, кожи» и др.
С 1970 по 1971 год прошла цикл специализации по туберкулёзу взрослых в ТГМИ им. Абуали ибни Сино: «За теоретический курс и практические задания она получила оценку отлично».
В 1970 году Джамол Шарифовна вступила в КПСС.
После прохождения специализации по глазным болезням на факультете специализации и усовершенствования врачей ТГМИ, с августа 1971 года её переводят в областной трахоматозный диспансер врачом-офтальмологом, где она начинает с лечения патологии зрения.
С мая 1974 года Джамол Шарифовна становится руководителем, первым главным врачом областной глазной больницы в Хороге:

«…Опыт, организаторские способности, знания и чуткость — все эти качества и стали основанием для администрации Областного отдела здравоохранения облисполкома ГБАО назначить её главным врачом Областной глазной больницы в Горном Бадахшане».— 
С 1986 года Джамол Рахматова с ухудшением состояния здоровья просит руководство Облздрава ГБАО перевести её на работу по специальности «врач-офтальмолог». В таком качестве работала в Областной глазной больнице до 1994 года.
Рахматова много усилий направляла на популяризацию здорового образа жизни, профилактику заболеваний и обучение элементарным гигиеническим нормам и требованиям, а также старалась обеспечить благоприятные условия обучения населения, и в особенности в школах.
В этой связи она часто выезжала в командировку для оказания консультативно-методической помощи населению районов ГБАО. Участвовала в проведении медосмотра школьников и учащихся ПТУ г. Хорога и близлежащих к нему кишлаков, также в призывной и приписной комиссии Военного комиссариата ГБАО и районных военкоматов по области:

«Имела отношение к военной службе <…> с воинским званием старший лейтенант медицинской службы. Активно участвовала в организации и проведении призыва на военную службу в области и в г. Хороге как зам. председателя военно-врачебной комиссии облвоенкомата (ОВК ГБАО), как врач-специалист в проведении медицинского осмотра граждан перед направлением их к месту службы».— 
В тексте её партийно-производственной характеристики, подписанной М. Мирзобековым (заведующим отделом здравоохранения исполнительного комитета Горно-Бадахшанского областного Совета народных депутатов (облисполкома ГБАО)), и М. Саидназаровым (секретарём первичной партийной организации отдела здравоохранения исполкома ГБАО), содержится такой фрагмент:

«Отдала много сил и знаний по ликвидации трахомы на Памире, постоянно оказывала практическую и методическую помощь (всем) районам области ГБАО…».— 
Джамол Шарифовна Рахматова в 1994 году вышла на пенсию. Скончалась 17 января 2019 года в городе Хороге, покоится там же.

## Общественная деятельность
- член КПСС (с 1970),
- три раза была секретарём первичной парторганизации Областного отдела здравоохранения ГБАО, с 1988 г. заместитель секретаря парторганизации облздравотдела.
- депутат Совета депутатов трудящихся Горно-Бадахшанской автономной области (XIII созыв, 1971—1973).
- председатель общества «Знание» при парторганизации Областной больницы им. К. Ельчибекова (1978—1980).
- пропагандист в системе партийно-комсомольского и экономического образования среднего звена с октября 1989 года,
- за период трудовой деятельности побывала в составе делегации СССР в Югославии в 1971 г., в Индии и Шри-Ланке в 1976 г.[1][2].

## Награды и признание
Награждена:
- медалью «За доблестный труд. В ознаменование 100-летия со дня рождения Владимира Ильича Ленина» (1970),
- знаком «Отличник здравоохранения СССР» (1977),
- медалью «Ветеран труда» (1988) [1][2].
- главный врач Областной больницы имени Карамхудо Ельчибекова в городе Хороге Мамадьёкуб Мамадьёкубов так писал о ней в областной газете «Бадахшони Советӣ» от 15 июня 1980 года[5]:

«…Джамол Рахматова является опытным высококвалифицированным доктором и руководителем областного уровня…».— 

## Семья
- Отец — Рахматов Шариф (1910—1970) — советский, таджикский государственный и политический деятель. Выпускник Среднеазиатского Коммунистического университета при ЦК ВКП (б) в Ташкенте (1930—1932), выпускник Ленинских курсов при ЦК ВКП (б) в Ленинграде (февраль — июнь 1941), выпускник Военно-политической академии имени В. И. Ленина в Москве (июнь—декабрь 1941), участник Великой Отечественной войны (сентябрь — декабрь 1942), 2-й секретарь Горно-Бадахшанского обкома ВКП (б) (1943—1947), председатель облисполкома Горно-Бадахшанского областного Совета депутатов трудящихся (1947—1949, 1953—1957), председатель Хорогского городского исполнительного комитета Совета депутатов трудящихся (1938—1939), пенсионер союзного значения с 1958 г., одновременно работал директором областного краеведческого музея (1958—1965), избирался депутатом областного Совета трудящихся ГБАО в 1950; 1953; 1955; 1957 гг. депутатом Верховного Совета Таджикской ССР 1-го, 2-го, 3-го, 4-го, 5-го созывов, был членом Бюро Горно-Бадахшанского обкома партии в 1952; 1954; 1957 гг., членом ЦК КП Таджикистана 1952 и 1958 гг. С 1947 г. был Председателем Президиума Верховного Совета Таджикской ССР. Награждён: Орденом Красной Звезды; Орденом Отечественной войны I степени; Орденом Знак Почета; пятью Орденами Трудового Красного Знамени, медалями: «За отвагу», «За победу над Германией в Великой Отечественной войне 1941—1945 гг.», «За доблестный труд в Великой Отечественной войне 1941—1945 гг.» и Почетной грамотой Президиума Верховного Совета Таджикской ССР[6]. ➤
- Мать — Юсуфова Махтоб (1915—1961) — уроженка кишлака Зонг Лянгарского района Ваханской волости Памирского района (с правами уезда) Ферганской области Российской империи, училась в 7-летней школе к. Зонг, затем работала в райцентре Шитхарв в Вахане, после жила в к. Зонг и в 1937 г. вышла замуж[1].
- Сестры: Давлатмо Шарифовна (1944—2018) — выпускница ДГПИ имени Т. Г. Шевченко, работала учительницей ср. школы № 30 г. Душанбе, Нисо Шарифовна (род. 1949) — выпускница ДГПИ им. Т. Г. Шевченко, работала учительницей средней школы № 37 имени А. Г. Мироненко города Душанбе[1].
- Брат — Шоди Шарифович (1946—1997) — выпускник Душанбинского политехникума, работал в строительных организациях ГБАО[1].

Муж — Шабдолов Чарогабдол Камбарович (1938—2008) — выпускник факультета иностранных языков «Немецкий язык» Душанбинского Госпединститута им. Шевченко (1966) и биофака ТГУ им. Ленина (1977), владел кроме родного шугнанского и таджикского хорошо русским, немецким, английским и дари языками. Работал зав. научной библиотекой Памирского ботанического сада, после создания Памирского биологического института АН Таджикской ССР, работал одновременно с 1969 г. инспектором отдела кадров ПБИ (1968—1974). Был управделами областного совета профессиональных союзов ГБАО (1975—1985), зампред общества «Знание» ГБАО (1985—1988), зав. общим отделом облсовпрофа ГБАО (1988—1999), сначала 2000 г. до конца жизни в 2008‑м работал зам. директора Хорогского Центра образования.
Дети: сын — Камбар Чарогабдолович (род. 1964), дочери — Махтоб Чарогабдоловна (род. 1969) и Гулшод Чарогабдоловна (род. 1974).

### Комментарии
1. ↑  «Утверждение её кандидатуры в члены партии происходило в июне, на партийном собрании бюро Хорогского городского комитета КП Таджикистана Горно-Бадахшанской автономной области»[2].
2. ↑  «За теоретический курс и практические задания она получила оценку отлично»[2].
3. ↑  Особенно часто встречающиеся патологии зрения, какими именно занимается врач-офтальмолог, это такие нарушения остроты зрения, как близорукость и дальнозоркость, астигматизм, инфекции, травмы глаз, катаракта, глаукома и др.
4. ↑  «Областной трахоматозный диспансер на Памире был открыт 1 апреля 1967 года. Он располагался в двухэтажном деревянном здании, построенном по принципу каркасно-щитового финского дома. Всего в диспансере было 30 коек»[2].